# Vârtoape (gmina)
Vârtoape – gmina w Rumunii, w okręgu Teleorman. Obejmuje miejscowości Gărăgău, Vârtoapele de Jos i Vârtoapele de Sus. W 2011 roku liczyła 3145 mieszkańców. 